# A new dress for the emperor
A New Dress for the Emperor - De nieuwe kleren van de keizer is een compositie voor vertelster of verteller (spreekstem) en harmonie- of fanfareorkest van de Nederlandse componist Kees Vlak.
In navolging van het sprookje Peter en de wolf van Sergej Prokofjev schreef Kees Vlak muziek bij het sprookje De nieuwe kleren van de keizer (1837) van de Deense schrijver en dichter Hans Christian Andersen. 